# Atheta ehnstroemi
Atheta ehnstroemi är en skalbaggsart som beskrevs av Baranowski 1982. Atheta ehnstroemi ingår i släktet Atheta, och familjen kortvingar. Arten är reproducerande i Sverige.